# Bjørnen i det blå hus
Bjørnen i det blå hus (Bear in the Big Blue House) er en amerikansk tv-serie produceret for tv-kanalen Playhouse Disney af Mitchell Kriegman og The Jim Henson Company. Der blev i første omgang sendt 91 afsnit fordelt på tre sæson 1997-1999, og yderligere to sæsoner fulgte med 18 afsnit i 2002-2003 og 8 afsnit i 2006, i alt 117 afsnit.
I 2004 solgte The Jim Henson Company serien til The Walt Disney Company, og den ejes nu af dettes datterselskab The Muppets Studio.
På dansk har Bjørnen stemme af Michael Boesen.